# Microsoft Surface Pro 4
Das Microsoft Surface Pro 4 ist ein Convertible-PC der Firma Microsoft, welcher am 6. Oktober 2015 auf einem Hardware-Event angekündigt wurde und seit Ende November 2015 in Deutschland erhältlich ist.

## Technische Daten
Das Microsoft Surface Pro 4 besitzt ein 12,3 Zoll großes „PixelSense“-IPS-Display mit einer Auflösung von 2.736 × 1.824 Pixel, was eine Pixeldichte von 267 Pixeln pro Zoll ergibt. Das Display ist zudem mit der n-trig-Technologie kompatibel, wodurch aktive Eingabestifte wie der Surface Pen unterstützt werden.
Als Prozessor kommen entweder der Intel Core m3-6Y30, der Intel Core i5-6300U oder der Intel Core i7-6600U zum Einsatz, welcher je nach Variante von 4, 8 bzw. 16 Gigabyte Arbeitsspeicher unterstützt wird. Gekühlt wird der Prozessor durch eine speziell entwickelte Hybrid-Kühlung. Der Massenspeicher ist 128, 256, 512 oder 1024 Gigabyte groß. Die Grafikeinheit ist in den Prozessor integriert und variiert somit je nach Variante. Bei der m3-Version wird die Intel HD-Graphics 515, bei der i5-Variante die Intel HD-Graphics 520 und bei der i7-Version die Intel Iris-Graphics eingesetzt.
Als Anschlüsse verfügt das Surface Pro 4 über einen USB-3.0-Port, einen Mini-DisplayPort, einen Surface Connect-Anschluss zum Laden und zum Anschließen des Surface Docks, sowie einen 3,5 mm Kopfhöreranschluss. Der interne Speicher kann über eine SD-Speicherkarte im Leserschlitz erweitert werden. Eine Verbindung zu anderen Geräten kann auch kabellos über WLAN und Bluetooth 4.0 erfolgen.
In der Vorderseite sind eine 5-Megapixel-Kamera sowie eine Infrarot-Kamera für die biometrische Gesichtserkennung zur Entsperrung verbaut. In der Rückseite liegt eine Kamera mit 8-Megapixel und Autofokus.

## Gehäuse
Das Gehäuse des Surface Pro 4 ist aus einer Magnesiumlegierung gefertigt, die laut Microsoft besonders widerstandsfähig und leicht ist. Die Vorderseite besteht aus Corning Gorilla Glass 3.

## Zubehör
Für das Microsoft Surface Pro 4 ist wie auch für die Vorgänger spezielles Zubehör von Microsoft zu erwerben.

### Surface Type Cover
Das Surface TypeCover ist eine Tastatur, welche an die Unterseite des Surface angeschlossen wird. Neben den Tasten im Chiclet-Design gibt es zudem auch ein Glas-Touchpad auf dem TypeCover. Unter anderem gab es auch eine Variante mit einem Fingerabdrucksensor.

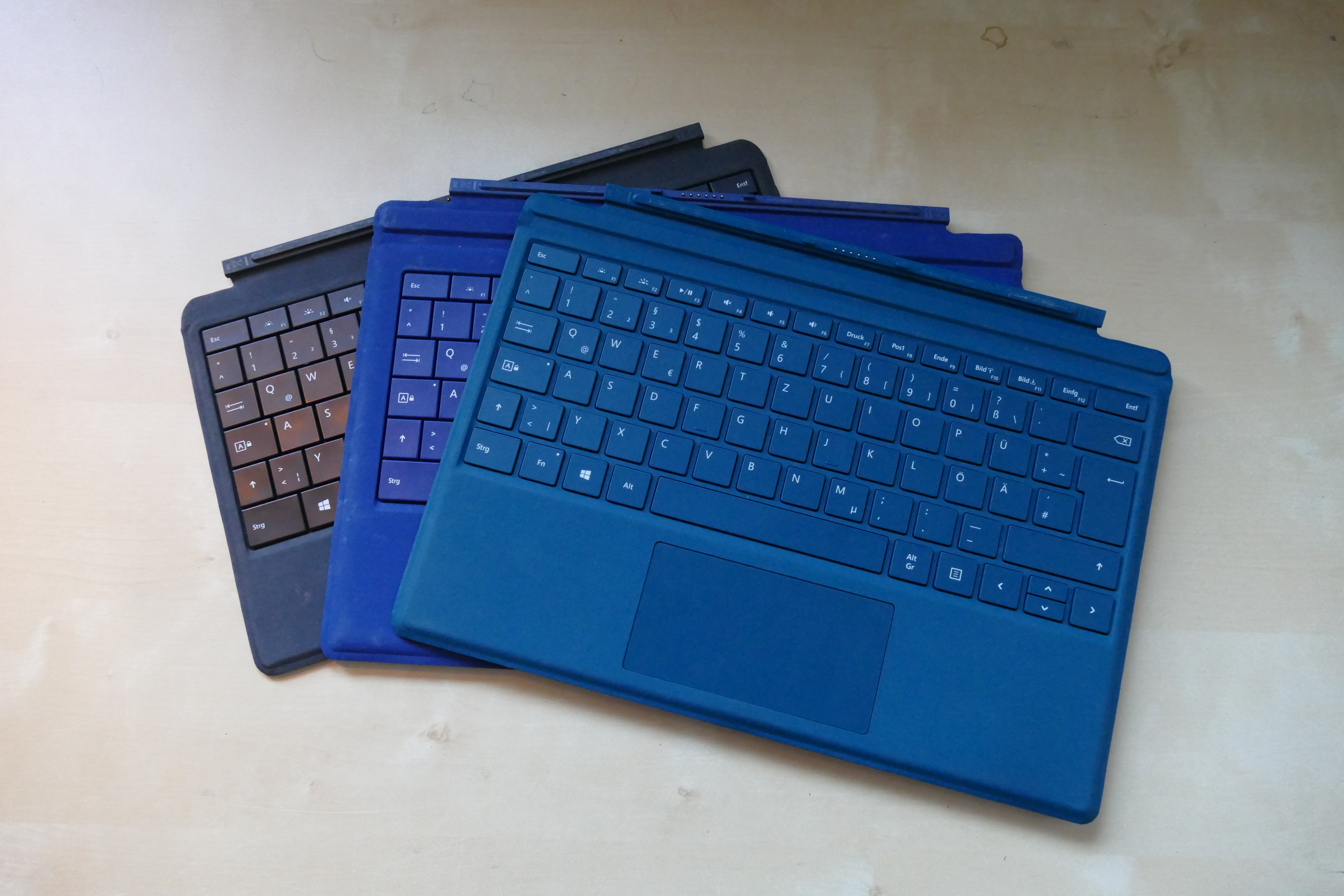
Das TypeCover 4 (oben) und die beiden Vorgänger
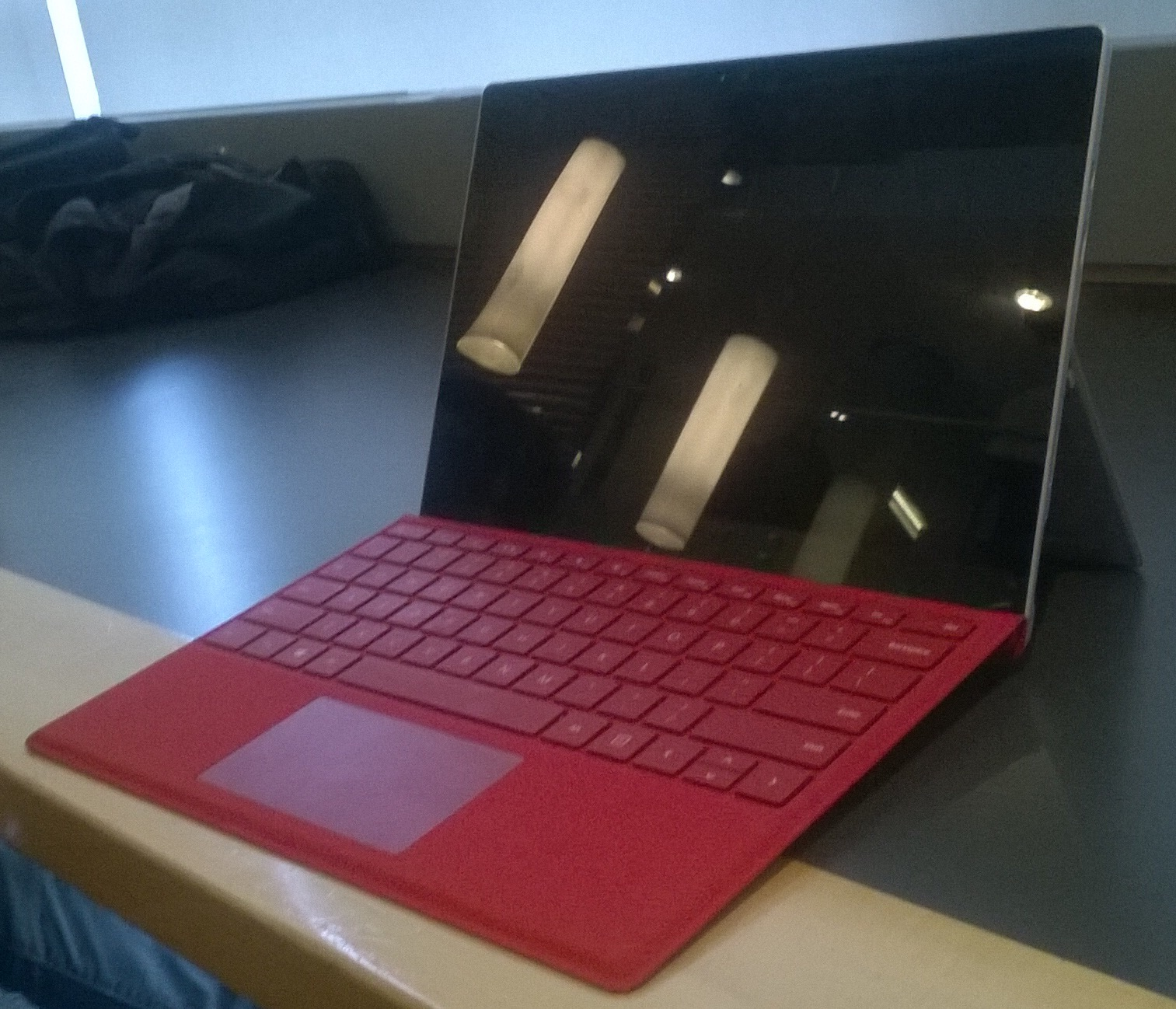
Das Surface Pro 4 mit einem TypeCover 4 in rot
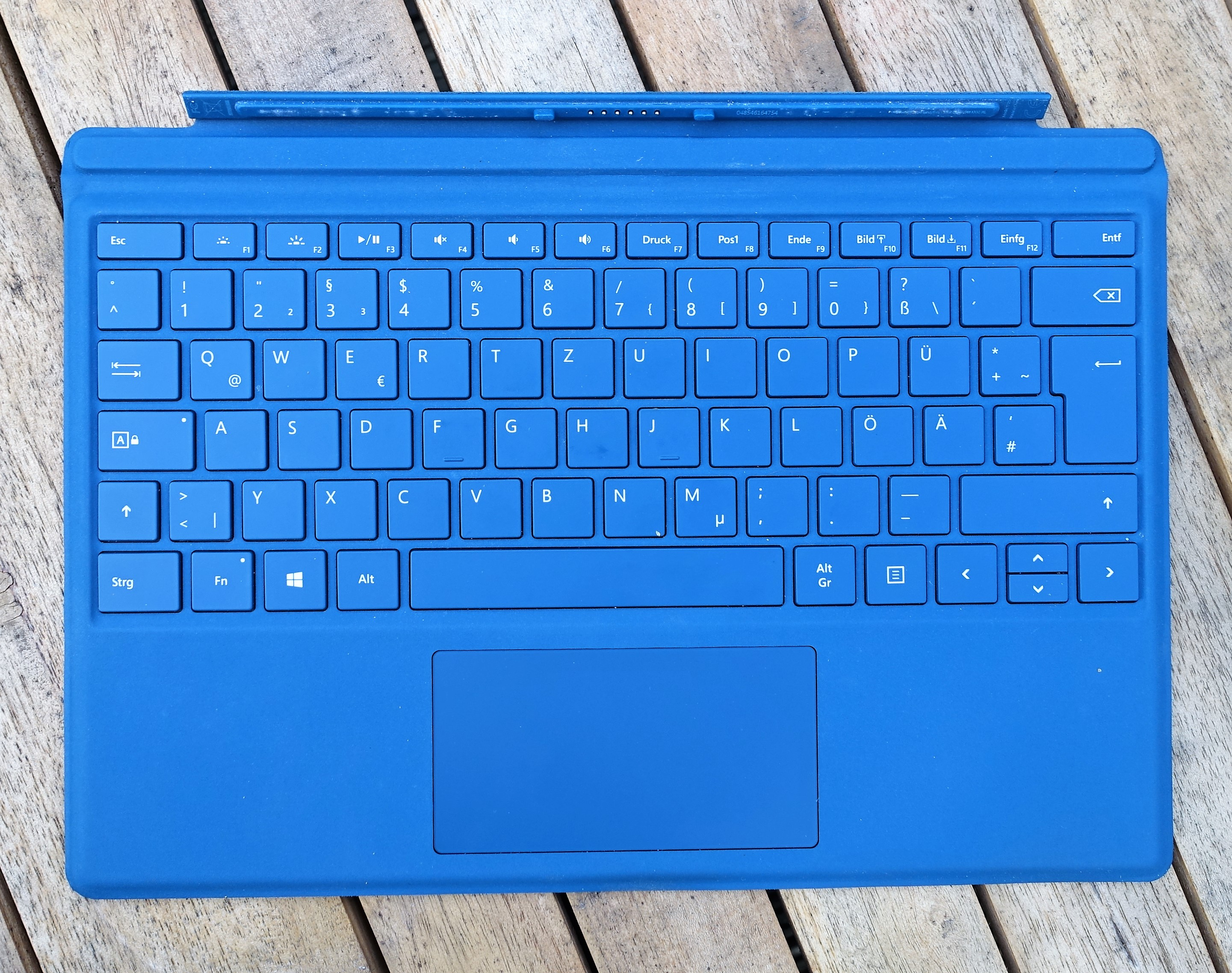
Das TypeCover 4 in blau ohne angeschlossenes Surface Pro 4

### Surface Pen
Der Surface Pen 4 ist ein aktiver Eingabestift, welcher Eingaben auf dem Display des Surface Pro 4 ermöglicht. Die Technologie stammt von n-trig.

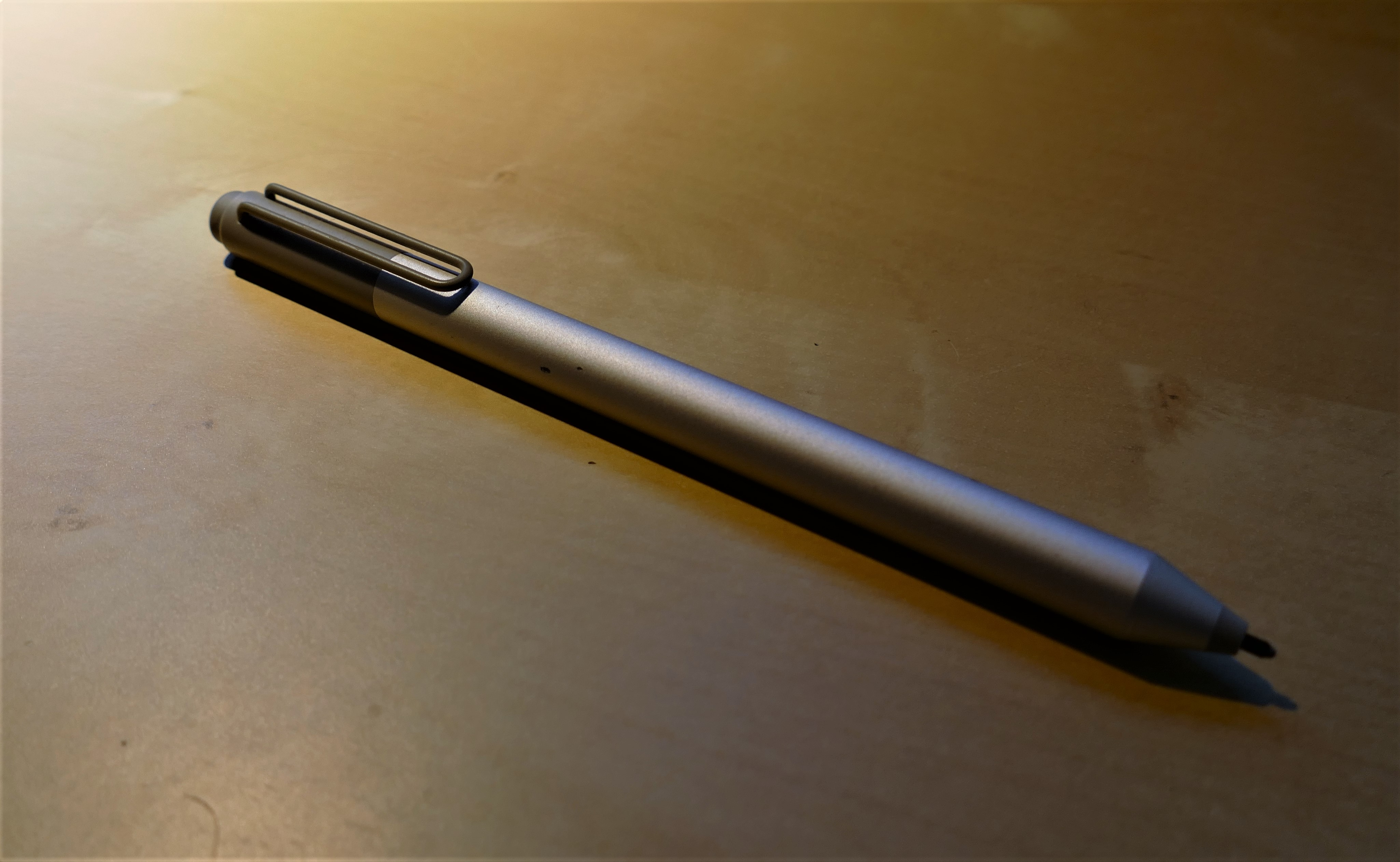
Der Surface Pen 4

### Surface Dock
Das Surface Dock ist eine Docking-Station, die über den SurfaceConnect-Anschluss mit dem Surface Pro 4 verbunden wird. Dem Nutzer stehen dann vier weitere USB-3.0-Ports, zwei weitere DisplayPort-Anschlüsse, eine RJ-45-Buchse und ein Kopfhöreranschluss zur Verfügung. Über das Surface Dock-Netzteil wird das Surface Pro 4 beim Verbinden mit Strom versorgt und geladen.

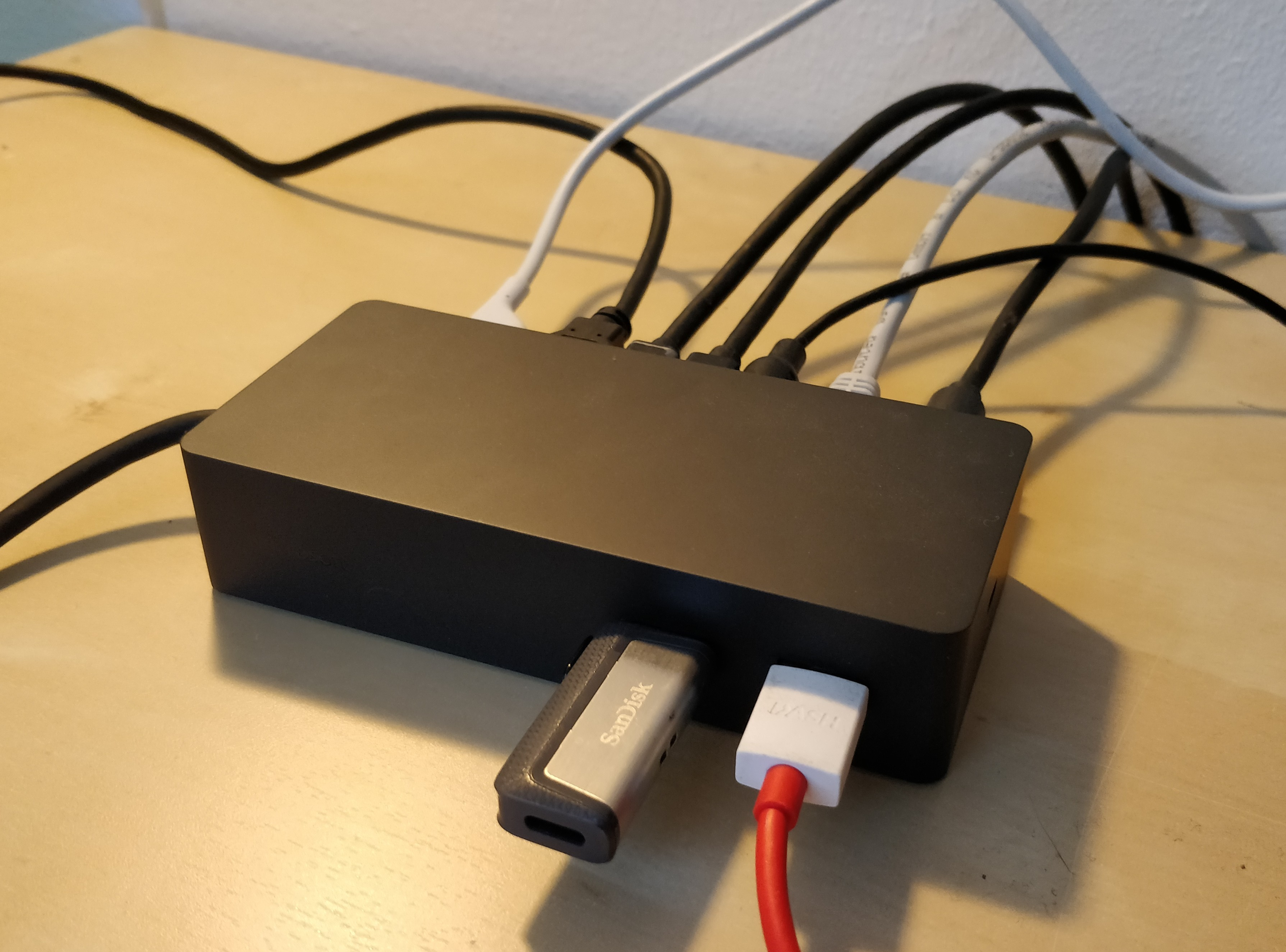
Das Surface Dock

## Varianten
| Prozessor       | Intel Core m3-6Y30 | Intel Core i5-6300U | Intel Core i5-6300U | Intel Core i5-6300U | Intel Core i5-6300U | Intel Core i5-6300U | Intel Core i5-6300U | Intel Core i5-6300U | Intel Core i5-6300U | Intel Core i7-6600U | Intel Core i7-6600U | Intel Core i7-6600U |
| Arbeitsspeicher | 4 Gigabyte         | 4 Gigabyte          | 4 Gigabyte          | 4 Gigabyte          | 4 Gigabyte          | 4 Gigabyte          | 8 Gigabyte          | 16 Gigabyte         | 8 Gigabyte          | 8 Gigabyte          | 16 Gigabyte         | 16 Gigabyte         |
| Massenspeicher  | 128 Gigabyte       | 128 Gigabyte        | 128 Gigabyte        | 128 Gigabyte        | 128 Gigabyte        | 128 Gigabyte        | 256 Gigabyte        | 256 Gigabyte        | 512 Gigabyte        | 256 Gigabyte        | 256 Gigabyte        | 512 Gigabyte        |